# Cantones de Mamoudzou
Los cantones de Mamoudzou son divisiones administrativas de Mayotte, un departamento y región de ultramar de Francia. Desde la reorganización del cantón francés que entró en vigor en marzo de 2015, la ciudad de Mamoudzou se divide en 3 cantones. Su sede está en Mamoudzou.

## Cantones
| Nombre              | Población (2012) | Código cantonal |
| ------------------- | ---------------- | --------------- |
| Lado de Mamoudzou-1 | 17,863           | 97606           |
| Lado de Mamoudzou-2 | 20,303           | 97607           |
| Lado de Mamoudzou-3 | 19,115           | 97608           |